# Aguachinola
Aguachinola är en ort i Mexiko.   Den ligger i kommunen Acultzingo och delstaten Veracruz, i den sydöstra delen av landet, 210 km öster om huvudstaden Mexico City. Aguachinola ligger 1 362 meter över havet och antalet invånare är 772.
Terrängen runt Aguachinola är varierad. Aguachinola ligger nere i en dal. Runt Aguachinola är det ganska tätbefolkat, med 134 invånare per kvadratkilometer. Närmaste större samhälle är Orizaba, 15,7 km nordost om Aguachinola. I omgivningarna runt Aguachinola växer huvudsakligen savannskog.